# 林文勋
林文勋（1966年2月—），男，汉族，云南曲靖人，中华人民共和国历史学家，中国共产党党员，第十三届全国人民代表大会云南省代表。

## 生平
2018年，林文勋被选为云南省出席第十三届全国人民代表大会代表。